# 疏勒国
疏勒國在塔克拉瑪干（位於塔里木盆地之內）沙漠西緣，是古伊朗人建立的綠洲王國，是北部絲綢之路上的重要地點，它所在的區域具有悠久的歷史，中國稱為西域，即今中國西北地區的新疆。疏勒國首都設於喀什，喀什的水源來自一條同名的河流。喀什人如同鄰國于闐王國的人，使用塞語（也稱東部塞語），這種語言是東伊朗語中的一種。疏勒國雖然從公元7世紀起是中國唐朝的附庸，但在8世紀後期被吐蕃征服，最終在新疆突厥化和伊斯蘭化時期被喀喇汗國併入。

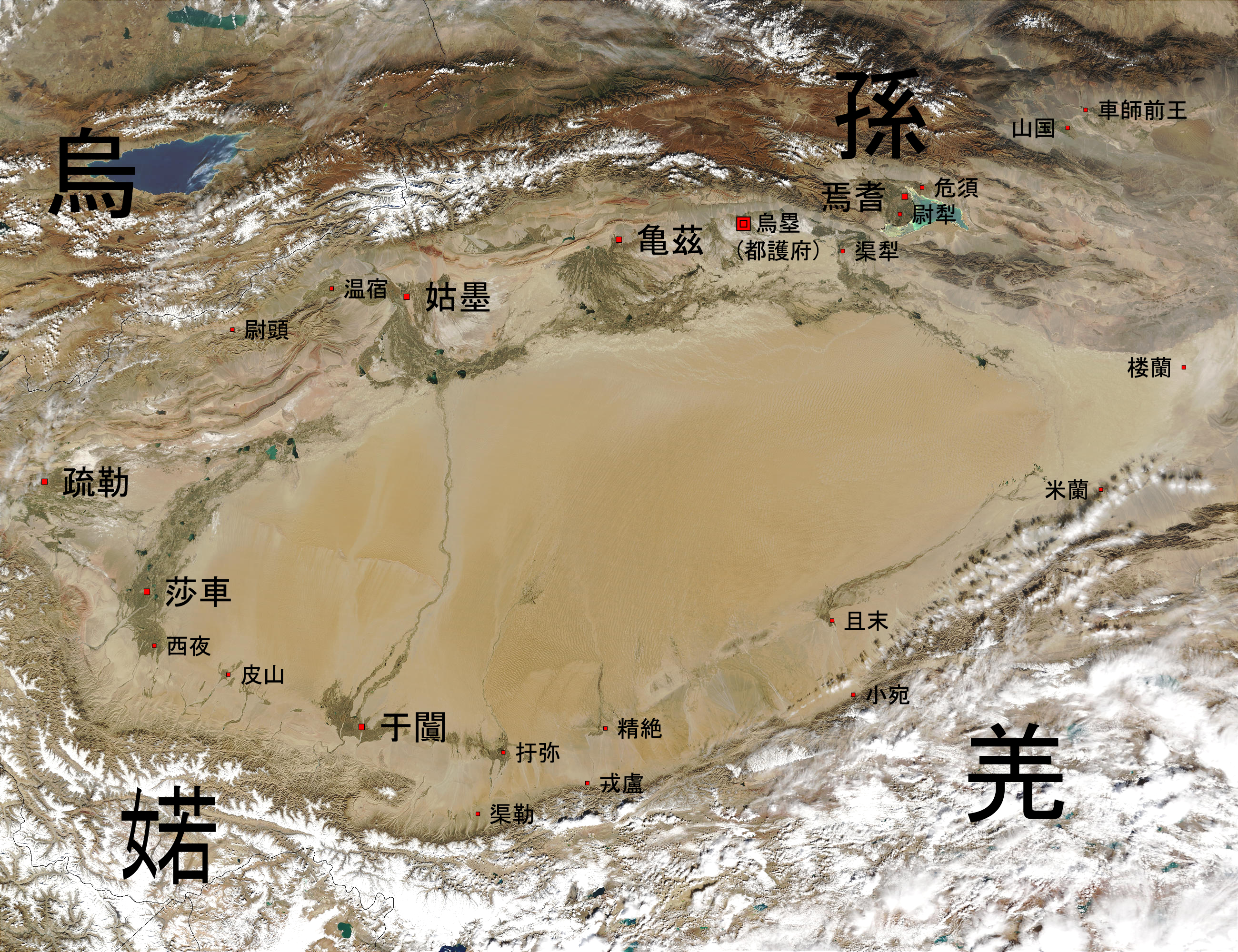
古代疏勒國所在位置

## 历史
最早提及疏勒是在西漢（約公元前120年）時，漢人因探索西部邊界所撰寫的文字記載。公元127年，疏勒開始向東漢朝貢。168年，一位名為和得的人把當時由漢朝冊封的統治者（名字不詳）殺害，漢朝對疏勒宣戰，于170年攻楨中城，未成，而以退兵告終。
到公元220年東漢結束時，疏勒已征服楨中、莎車、竭石、佉沙、西夜、和依耐等城邦。公元5世紀，疏勒成為古突厥的附庸國。後因古突厥敗於唐朝，疏勒國在公元630年脫離古突厥獨立。632年，疏勒國在唐太宗征討西域諸國後，與各被征服的綠洲國家尊唐為宗主國。一些資料指出，雖然這些綠洲國家有附庸國的名義，但唐朝是寬鬆的宗主國，疏勒在約公元640年到約790年之間，受安西大都護府管轄。公元649年至670年間是唐安西四鎮之一。
公元670年，疏勒被吐蕃征服。公元673年，疏勒王國自稱為唐的附庸，但直到692年才完全归順。
據稱，倭馬亞王朝的屈底波·伊本·穆斯林曾在715年襲擊過喀什。屬於東突厥的喀喇汗國在新疆突厥化和伊斯蘭化過程中把喀什併吞。根據《突厥語大詞典》作者麻赫穆德·喀什噶里的說法，在喀什周圍某些地區的人仍使用一些非突厥語，例如坎恰基語（Kanchaki）和粟特語。一般認為坎恰基語屬於說塞語的族群，塔里木盆地在11世紀結束之前在語言上已完全突厥語化。

## 經濟

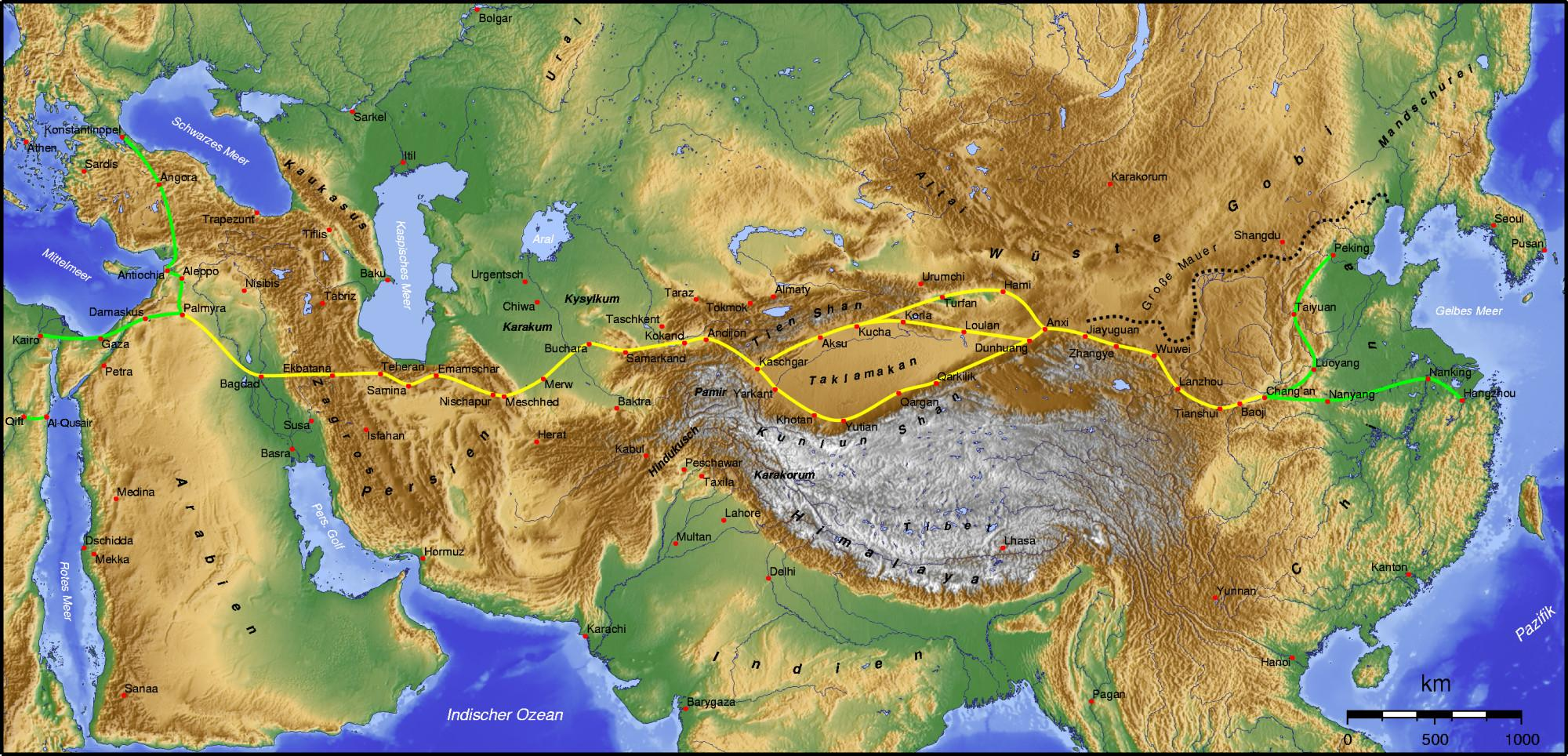
北部絲綢之路路線圖，喀什位於沿塔里木盆地南北兩條路線往東的起點。

疏勒國在北部絲綢之路之上，貿易主要透過東方的玉門關和西方跨越帕米爾高原進行。
北部絲綢之路過喀什之後，往東行分為兩條，一條走塔里木盆地北部路線，從喀什經過阿克蘇、龜茲、庫爾勒，然後通過鐵門關、焉耆、交河、吐魯番、高昌、和哈密，到達瓜州（位於今日甘肅的酒泉）。另一條走塔里木盆地南部路線，從喀什，過莎車、喀格勒克、固瑪、和田、木尕拉、尼雅、且末、若羌、米蘭、敦煌，再到瓜州。

## 疏勒國君主列表
疏勒國（公元70年到788年）
- 成：70年
- 兜題：72年
- 忠：74年
- 成大：84年
- 安國：116年
- 遺腹：125年
- 臣磐：127年
- 和得：168年
- 阿彌厥：605年
- 裴綽：618年
- 裴阿摩支：627年
- 裴夷健：698年
- 裴安定：728年
- 裴國良：753年
- 裴冷冷：784–789（？）年／魯陽：789年

## 延伸阅读
[在维基数据编辑]
 《欽定古今圖書集成·方輿彙編·邊裔典·疏勒部》，出自陈梦雷《古今圖書集成》
 《舊唐書·卷198》，出自刘昫《舊唐書》
 《新唐書·卷221上》，出自《新唐書》
 《後漢書·卷88》，出自范晔《後漢書》
 《魏書·卷102》，出自魏收《魏书》
 《北史·卷097》，出自李延壽《北史》
 《隋書·卷83》，出自魏徵《隋书》